# Iwan Łapikow
Iwan Gierasimowicz Łapikow (ros. Ива́н Гера́симович Ла́пиков; ur. 1922, zm. 1993) – radziecki aktor filmowy i teatralny. Ludowy Artysta ZSRR (1982). 
Aktor Teatru Dramatycznego w Wołgogradzie im. M. Gorkiego. 
Pochowany na Cmentarzu Wagańkowskim w Moskwie. 

## Wybrana filmografia
- 1964: Przewodniczący jako Siemion, brat Jegora
- 1966: Andriej Rublow jako Kiriłł
- 1971: Minuta milczenia jako Boris Krajuszkin
- 1975: Oni walczyli za ojczyznę jako sierż. Popriszczenko
- 1977: Front za linią frontu jako Jerofieicz

## Nagrody i odznaczenia
- 1982: Ludowy Artysta ZSRR
- 1979: Laureat Nagrody Państwowej ZSRR (za rolę Nazarowa w serialu Wiecznyj zow)
- 1973: Laureat Państwowej Nagrody RFSRR im. Braci Wasiljewych (za rolę Borisa Krajuszkina w filmie Minuta milczenia)